# The Requin – Der Hai
The Requin – Der Hai ist ein US-amerikanischer Tierhorrorfilm von Regisseur Le-Van Kiet, der in den Vereinigten Staaten am 28. Januar und in Deutschland am 21. April 2022 digital veröffentlicht wurde. Die Hauptrollen übernahmen Alicia Silverstone und James Tupper.

## Handlung
Um nach einer Fehlgeburt ihr Trauma zu überwinden und wieder zurück ins Leben zu finden, reist Jaelyn zusammen mit ihrem Ehemann Kyle zur Entspannung nach Vietnam in den Urlaub. Beide mieten sich vor Ort ein kleines Hausfloß, das am Strand vor der Küste ankert. Als in der Nacht ein Monsun über die Region zieht, wird das Hausfloß auf das Meer hinaus getrieben und verfängt sich unweit der Küste in einem Felsriff. Da Kyles Bein im Zuge des Sturms verletzt wurde, entscheiden sich beide, vorübergehend in ihre Lage zu verweilen und am nächsten Tag auf Hilfe vom Land zu hoffen. Am nächsten Morgen müssen Jaelyn und Kyle allerdings feststellen, dass sich das Floß in der Nacht vom Riff losgerissen hat und nun auf dem offenen Meer treibt.
Als Jaelyn am Horizont ein Schiff entdecken kann, entschließen sich beide dazu, ein kleines Feuer zu entzünden, um mit dem Rauch Aufmerksamkeit zu erregen. Der Plan misslingt jedoch und das gesamte Floß geht in Flammen auf, woraufhin Jaelyn und Kyle nur noch eine kleine Planke als Treibgut bleibt. Wenig später erregt der weiterhin stark blutende Kyle die Aufmerksamkeit eines Haies, der von Jaelyn zwar zunächst vertrieben werden kann, in der Nacht allerdings die Beine von Kyle abbeißt und diesen so verbluten lässt.
Jaelyn strandet am nächsten Morgen mit der Leiche auf einer kleinen Insel und muss mit ansehen, wie der von der Flut ins Meer geschwemmte Körper ihres Mannes von Haien aufgefressen wird. Eines der Tiere versucht auch sie anzugreifen, wird durch Schläge allerdings vertrieben. Jaelyn wandert daraufhin den Strand ab und entdeckt ein kleines Coracle samt Fischer. Dieser näht ihre Wunden und taucht danach zu seinem Fischwehr hinab, um Essen zu besorgen. Auf dem Rückweg wird der Fischer von einem Hai angegriffen und versucht sich ins Boot zu retten, wird von dem Raubfisch allerdings gefressen.
Weitere Angriffe des Raubfisches kann Jaelyn zunächst mit einem Schiffspropeller abwehren. Doch als der Hai das Boot im Wasser umdreht, wird sie in den mit Luft gefüllten Hohlraum eingeschlossen und erkennt aus der Ferne, dass sich das Tier ihr nähert. Mit ihren Füßen zieht sie den Anker zu sich hinauf, sodass der Hai bei seinem Angriff von diesem aufgespießt wird und in die Tiefe des Meeres sinkt. Jaelyn klettert daraufhin auf das umgedrehte Boot, lässt sich treiben und wird wenig später von Einheimischen entdeckt.

## Produktion
Der von 828 Media Capital finanzierte Tierhorrorfilm The Requin – Der Hai entstand nach einem Drehbuch und unter der Regie des vietnamesischen Filmemachers Le-Van Kiet, dem Werke wie Open Water und Crawl als Inspiration dienten. Als Hauptdarsteller waren Alicia Silverstone und James Tupper tätig, während Ellen Wander sowie Jordan Dykstra von Film Bridge International und Ashleigh Snead, Aaron Koontz sowie Cameron Burns von Paperstreet Pictures als Produzenten fungierten.
Die Dreharbeiten mit Kameramann Matt S. Bell erfolgten im Frühjahr 2020 in den Universal Studios in Orlando, Florida. Ursprünglich waren die Filmaufnahmen für Vietnam vorgesehen, konnten im südostasiatischen Land aufgrund der COVID-19-Pandemie allerdings nicht realisiert werden. Da man größtenteils in einem Außenpool nahe der Atlantikküste drehte, wurden die Körpertemperaturen der beiden Hauptdarsteller kontinuierlich überwacht und gegebenenfalls Drehpausen angeordnet. Für die Filmaufnahmen kam ein von der Full Sail University in Winter Park gebauter, über vier Meter langer Animatronic-Hai zum Einsatz, der ausschließlich vor Greenscreen aufgenommen und später mit CGI kombiniert wurde. Nach Aussage von Kameramann Bell bestand der Film zu 95 % aus visuellen Effekten; insgesamt gab es fast 1000 VFX-Shots. Das Budget betrug rund 8,5 Millionen US-Dollar.
Ein erstes Bild wurde im März 2021 veröffentlicht; ein Trailer folgte am 9. Dezember des Jahres. Ursprünglich sollte The Requin – Der Hai bereits im Juni 2021 veröffentlicht werden, erhielt von Saban Films aber erst am 28. Januar 2022 einen limitierten US-amerikanischen Kinostart und eine zeitgleiche Veröffentlichung auf VOD-Plattformen. In Deutschland veröffentlichte Leonine den Film am 21. April 2022 digital und acht Tage später auch auf DVD und Blu-ray.

## Synchronisation
Die deutschsprachige Synchronisation entstand nach einem Dialogbuch von Detlef Gieß und unter der Dialogregie von Reinhold Kospach.
| Rolle             | Darsteller         | Synchronsprecher  |
| ----------------- | ------------------ | ----------------- |
| Jaelyn            | Alicia Silverstone | Marion Musiol     |
| Kyle              | James Tupper       | Viktor Neumann    |
| Fischer           | Danny Chung        | Viet Duc Nguyen   |
| Anne              | Deirdre O’Connell  | Denise Gorzelanny |
| Lizzie            | Jennifer Mudge     | Christina Wöllner |
| Touristenführerin | Kha Mai            | Hermin Nurjanah   |

## Rezeption
In den Vereinigten Staaten erhielt der Film von der MPA aufgrund der Sprache und einiger grausiger Bilder ein R-Rating. In Deutschland vergab die FSK eine Freigabe ab 16 Jahren.
The Requin – Der Hai konnte 19 % der 16 bei Rotten Tomatoes gelisteten Kritiker überzeugen und erhielt dabei eine durchschnittliche Bewertung von 3,8 von 10 Punkten.
Zu einem positiven Urteil gelangt Joe Leydon von Variety, für den The Requin – Der Hai in erster Linie ein zufriedenstellendes Überlebensdrama auf See und kein klassischer Haifilm sei. Dabei würde Regisseur Le-Van Kiet die Spannung über die gesamte Laufzeit aufrechterhalten können und genretypische Geschlechterrollen sowie Stereotype über Bord werfen. Gleichzeitig gebe er seinen Hauptdarstellern Alicia Silverstone und James Tupper genug Zeit, damit das Publikum Interesse für ihre Figuren entwickeln könne. Beide würden auf überzeugende Weise ein breites Spektrum an Emotionen vermitteln und ihre Beziehung größtenteils sehr realitätsnah darstellen, auch wenn einige Dialoge schmerzhaft anzuhören seien.
Enttäuscht zeigt sich hingegen Lutz Granert von Filmstarts, für den The Requin – Der Hai durch seine generische Handlung und den massiven Einsatz von schlechtem CGI ernüchternd konventionell sei. Vom titelgebenden Hai sei im gesamten Film nicht viel zu sehen; stattdessen setzte Regisseur Le-Van Kiet zunächst viel auf Dialoge und die Entwicklung der inneren Beziehungsdynamik. Dies sei zuweilen schwerfällig, bereite aber dramaturgisch stimmig auf das letzte Drittel vor. Der finale Akt habe zwar einige unfreiwillig komische Momente, sei aber durchaus spannend und kurzweilig inszeniert. Hauptdarstellerin Alicia Silverstone liefere dabei eine engagierte und glaubwürdige Darbietung ab, was der Geschichte einen unerwartet feministischen Subtext verleihe. Die Erzählung an sich sei aber nicht besonders originell und beinhalte zuweilen zähe Dialoge. Als größten Kritikpunkt führt Granert die miesen, aber omnipräsenten visuellen Effekte an. Auch wenn zumindest der Hai solide getrickst sei, mute die Lichtsetzung künstlich an, das Feuer sehe billig aus, die Hintergründe seien unscharf und das Budget im Allgemeinen nicht sichtbar.
Auch Tyler Doupe von Dread Central steht dem Film negativ gegenüber und urteilt, The Requin – Der Hai habe zwar eine vielversprechende Prämisse und Potenzial, doch die Umsetzung sei einfach nur schlecht. Der sentimentale und melodramatische Ton passe nicht zum Film, da die zweidimensionalen Figuren keinerlei Interesse beim Publikum erzeugen würden. So hätte Hauptdarstellerin Alicia Silverstone mit ihrem natürlichen Charme gut eine knallharte Actionheldin verkörpern können, werde von Regisseur Le-Van Kiet stattdessen aber neurotisch und weinerlich dargestellt, während James Tuppers Figur Kyle einfach nur unsympathisch sei. Auch der finale Showdown fühle sich zufällig und flach an, wofür Doupe vor allem das von Kiet verfasste, nicht originäre Drehbuch verantwortlich macht. Darüber hinaus kritisiert er die peinlich schlechten visuellen Effekte, die in fast jeder Szenen präsent seien, und die dem gesunden Menschenverstand und der Physik widersprechenden Actionszenen.
Die weltweiten Einnahmen aus Kinovorführungen belaufen sich auf 130,5 Tausend US-Dollar.
Alicia Silverstone wurde im Rahmen der Goldenen Himbeere 2023 als Schlechteste Hauptdarstellerin nominiert.